# Christophe Ostorod
Christophe Ostorodt ou Paschasius (1560 à Goslar – 8 août 1611 à Dantzig) était un socinien allemand-polonais qui fut le premier missionnaire unitarien à la Hollande,,).